# 李丞責
李丞責（英語：James Lee Shing Chak，1968年10月26日—），原名李紹唐，廣東高州人，香港永久居民，香港堪輿學家。

## 生平
李紹唐父亲為廣東高州名師李發文，六十歲時得子。 16歲時由父親改名為李丞責，代表“繼承責任”。李發文有3位妻子、16個子女，其中李丞責有一兄（前香港電台高層李再唐）和一弟（李星瑭）。
李丞責家中三代均有涉獵堪輿學，曾就讀沙田浸信會呂明才中學，畢業於沙田循道衛理中學。七、八歲起，李已隨父親登山涉水、尋龍點穴，十九歲時已登上風水師之職。有全香港最年輕風水師之美譽，至今已經成為香港著名玄學風水專家，李丞責博士從事玄學30年裏，曾出版玄學雜誌，不間斷主持專欄、書作、電台、電視、電影。準確預測世界大事，深受熱捧。更為第十五屆世界傑出華人奬得主，北京師範大學博士班修業，中國周易研究所高級院士銜。
李丞責曾經參與及擔當知名公司玄學顧問或代言，並致力研究「天文物理定律」以及中國國學《易經》。

## 感情生活
2007年，李丞責與相戀13年的女友譚佩麗結婚，當時邀請眾多娛樂圈中人出席婚宴。但至2011年，李丞責表示兩人已離婚。
2011年，李丞責和藝人劉倩婷在拍攝電視節目《香港玄案》時認識，期間二人互生情愫，旋即墮入愛海。2012年1月24日農曆大年初二，劉倩婷生日當日，李丞責在為其舉辦的海上生日派對上向其求婚成功。
2016年，妻子劉倩婷誕下长女。

## 寫作

### 專欄
- 壹週刊
- 東週刊[6]
- 東方日報
- 蘋果日報
- 星島日報
- 經濟日報
- 選宅情報

### 書籍
- 每年運程書籍 （2001蛇年行好運，2002馬年行好運，2003羊年得意，2004猴年吉祥，2005雞年如意，2006狗年福報，2007豬年報喜，2008財鼠報喜，2009瑞牛迎喜，2010虎虎生威，2011兔氣揚眉，2012諸龍入水，2013蛇來運到，2014馬上行運，2015喜氣洋羊，2016談笑豐猴，2017雞緣巧合，2018汪汪發財，2019豬聯璧合，2020蝠星高照，2021庖丁解牛牛，2022裕虎添翼，2023前兔錦繡，2024龍的傳人，2025與蛇並進）
- 《快易卜》
- 姓名學
- 萬年曆
- 拜神祭祖
- 李丞責開運．占卜天書
- 玄緣珠璣，信是有玄
- 90-00年代連載玄機，傅奇雜誌
- 2004 James Lee's Astrology Guide for the year of the Monkey
- 2006 James Lee's Astrology Guide for the year of the Dog
- 2007 James Lee's Astrology Guide for the year of the Pig
- 2008 James Lee's Astrology Guide for the year of the Rat
- 2010 虎年運程 （簡體字書籍）
- 2011 兔年運程 （簡體字書籍）
- 李丞責投資發財2011年攻略
- 2010及2012年予言 （日文書籍）

## 演出作品

### 電台節目

#### 新城電台
- 靈舍八卦

#### 香港電台
- 瘋show快活人
- 娛樂滿天星

### 電視節目

#### 香港有線電視
- 玄機解碼
- 人生命書
- 怪談

#### 無綫電視
- 香港玄案
- 新春開運王
- 我愛香港
- 中華福地
- 天天開運王
- 開運王金牛迎新歲
- 2024風生水起
- 新春保良迎金龍[7]

#### myTV SUPER
- 有玄就有機

### 電影
- 香港第1凶宅
- 豪情
- 行運秘笈
- 不二神探
- 天生不對

## 争议

### 博士學位
2009年，李丞責聲稱因其占星學的論文獲得北京師範大學天文系頒授天體物理學博士，（页面存档备份，存于），惟北京師範大學並沒有其學位及論文紀錄，但李在報章、電視報導及其出版的流年運程書中都有使用博士名銜。

### 馬主生涯
李丞責自2018-2019馬季開始在香港賽馬會成為馬主，擁有名下馬匹「歡樂從心」，並由徐雨石訓練。曾說自己的馬匹比香港馬王靚蝦王更快，要求在馬房內嘗試擺風水陣被拒，甚至涉嫌在電話中恐嚇練馬師，引來練馬師杯葛。